# Елизаветино (Кармаскалинский район)
Елизаве́тино (баш. Елизаветино) — деревня в Кармаскалинском районе Республики Башкортостан Российской Федерации. Входит в состав Адзитаровского сельсовета.

## География

### Географическое положение
Расстояние до:
- районного центра (Кармаскалы): 37 км,
- центра сельсовета (Адзитарово): 1 км,
- ближайшей ж/д станции (Давлеканово): 30 км.

## Население
| 2002 | 2009 | 2010 |
| ---- | ---- | ---- |
| 20   | ↘7   | →7   |

### Национальный состав
Согласно переписи 2002 года, преобладающая национальность — русские (100 %).